# 대한민국의 국가등록문화유산 (2000년대 후반)
대한민국의 국가등록문화유산(大韓民國 國家登錄文化遺産, 이전 명칭: 국가등록문화재)은 국가유산청장장이 국가유산위원회의 심의를 거쳐 국가지정문화유산가 아닌 문화유산 중에서 보존과 활용을 위한 조치가 특별히 필요하여 등록한 문화유산이다. 특히 일제 강점기 이후 근대에 생성·건축된 유물 및 유적이 중점적으로 등재되어 있다.

## 지정 목록

### 2005년 지정
| 번호  | 사진 | 명칭 | 소재지                                                                          | 관리자 (단체)    | 지정일                                                                 | 참조 |
| 147호 |      | 거창 경덕재 (居昌 敬德齋) | 경남 거창군 웅양면 웅양로 2367-42, 외 1필지 (한기리)                            | .                | 2005년 4월 15일 지정, 2014년 4월 11일 화재로 소실, 2014년 7월 3일 해제 |      |
| 148호 |      | 산청 특리 근대 한옥 (山淸 特里 近代 韓屋) (Modern Korean-style House in Teuk-ri, Sancheong)                                                                        | 경남 산청군 금서면 동의보감로312번가길 10-9 (특리)                              | .                | 2005년 4월 15일 지정                                                   |      |
| 149호 |      | 구 통영군청 (舊 統營郡廳) (Former Tongyeong-gun Office) | 경남 통영시 중앙로 61 (도천동)                                                  | .                | 2005년 4월 15일 지정                                                   |      |
| 150호 |      | 통영 문화동 배수시설 (統營 文化洞 配水施設) (Water Supply Facilities of Munhwa-dong, Tongyeong)                                                                    | 경남 통영시 뚝지먼당길 74-10(문화동)                                            | .                | 2005년 4월 15일 지정                                                   |      |
| 151호 |      | 밀양 교동 근대 한옥 (密陽 校洞 近代 韓屋) (Modern Korean-style House in Gyo-dong, Miryang)                                                                         | 경남 밀양시 밀양향교3길 18 (교동)                                               | .                | 2005년 4월 15일 지정                                                   |      |
| 152호 |      | 밀양 퇴로리 근대 한옥 (密陽 退老里 近代 韓屋) (Modern Korean-style House in Toero-ri, Miryang)                                                                     | 경남 밀양시 부북면 퇴로2길 18-7, 외 1필지 (퇴로리)                              | .                | 2005년 4월 15일 지정                                                   |      |
| 153호 |      | 진주 하촌동 남인수 생가 (晉州 下村洞 南仁樹 生家) | 경남 진주시 하촌로96번길 56-2, 195호 (하촌동)                                   | .                | 2005년 4월 15일 지정, 2013년 12월 17일 해제, 근거자료의 신빙성 부족 등 |      |
| 154호 |      | 진주 옥봉성당 (晉州 玉峰聖堂) (Okbong Catholic Church, Jinju) | 경남 진주시 향교로42번길 5 (옥봉동)                                             | .                | 2005년 4월 15일 지정                                                   |      |
| 155호 |      | 구 제주도청사 (舊 濟州道廳舍) (Former Jeju-do Provincial Government Building)                                                                                      | 제주 제주시 이도 2동 1176-1                                                     |                  | 2005년 4월 15일 지정                                                   |      |
| 156호 |      | 서귀포 천제연 관개수로 (西歸浦 天帝淵 灌漑水路) (Cheonjeyeon Irrigation Canal, Seogwipo)                                                                           | 제주 서귀포시 중문동 2785-1 외 (천제연폭포 구역내)                              |                  | 2005년 4월 15일 지정                                                   |      |
| 157호 |      | 남제주 구 대정면사무소 (南濟州 舊 大靜面事務所) (Former Daejeong-myeon Office, Namjeju)                                                                            | 제주 서귀포시 대정읍 상모대서로 17 (상모리)                                     |                  | 2005년 4월 15일 지정                                                   |      |
| 158호 |      | 광주 구 수피아여학교 수피아 홀 (光州 舊 수피아女學校 수피아 홀) (Speer Hall of Former Jennie Speer Memorial School for Girls, Gwangju)                             | 광주 남구 백서로 13 (양림동)                                                    | .                | 2005년 4월 15일 지정                                                   |      |
| 159호 |      | 광주 구 수피아여학교 커티스 메모리얼 홀 (光州 舊 수피아女學校 커티스 메모리얼 홀) (Curtis Memorial Hall of Former Jennie Speer Memorial School for Girls, Gwangju) | 광주 남구 백서로 13 (양림동)                                                    | .                | 2005년 4월 15일 지정                                                   |      |
| 160호 |      | 철원 수도국 터 급수탑 (鐵原 水道局 터 給水塔) (Water Tower at the Site of Cheorwon Waterworks Bureau)                                                              | 강원 철원군 철원읍 사요리 409 외 2필지                                          | .                | 2005년 4월 15일 지정                                                   |      |
| 161호 |      | 춘천 소양로성당 (春川 昭陽路聖堂) (Soyang-ro Catholic Church, Chuncheon)                                                                                           | 강원 춘천시 모수물길22번길 26 (소양로2가)                                       | .                | 2005년 4월 15일 지정                                                   |      |
| 162호 |      | 홍천성당 (洪川聖堂) (Hongcheon Catholic Church) | 강원 홍천군 홍천읍 마지기로 54 (희망리)                                         | .                | 2005년 4월 15일 지정                                                   |      |
| 163호 |      | 횡성 풍수원성당 구 사제관 (橫城 豊水院聖堂 舊 司祭館) (Former Presbytery of Pungsuwon Catholic Church, Hoengseong)                                                 | 강원 횡성군 서원면 경강로유현1길 30 (유현2리)                                   | .                | 2005년 4월 15일 지정                                                   |      |
| 164호 |      | 구 조선식산은행 원주지점 (舊 朝鮮殖産銀行 原州支店) (Former Joseon Siksan Bank, Wonju Branch)                                                                      | 강원 원주시 중앙로 88 (중앙동)                                                  | .                | 2005년 4월 15일 지정                                                   |      |
| 165호 |      | 원주 구 반곡역사 (原州 舊 盤谷驛舍) (Former Bangok Station Building, Wonju)                                                                                        | 강원 원주시 반곡동 154-2                                                        | .                | 2005년 4월 15일 지정                                                   |      |
| 166호 |      | 구 태백등기소 (舊 太白登記所) (Former Taebaek Registry Office) | 강원 태백시 하장성1길 14, 외 3필지 (장성동)                                     | .                | 2005년 4월 15일 지정                                                   |      |
| 167호 |      | 태백경찰서 망루 (太白警察署 望樓) (Watchtower of Taebaek Police Station)                                                                                           | 강원 태백시 장성로 26 (장성동)                                                  | .                | 2005년 4월 15일 지정                                                   |      |
| 168호 |      | 구 철도청 대전지역사무소 보급창고 3호 (舊 鐵道廳 大田地域事務所 補給倉庫 三號) (Former Storehouse No. 3 of Korea Railroad, Daejeon Regional Office)                | 대전 동구 소제동 291-6                                                          | .                | 2005년 4월 15일 지정                                                   |      |
| 169호 |      | 대전 선화동 구 사범부속학교 교장 사택 (大田 宣化洞 舊 師範附屬學校 校長社宅)                                                                                       | 대전 중구 선화동 6-20                                                           |                  | 2005년 4월 15일 지정 2012년 4월 19일 해제, 화재로 문화재 가치 상실     |      |
| 170호 |      | 구 제일은행 여수지점 (舊 第一銀行 麗水支店) (Former Korea First Bank, Yeosu Branch)                                                                                | 전남 여수시 통제영5길 7 (중앙동)                                                | 주)SC제일은행    | 2005년 4월 15일 지정                                                   |      |
| 171호 |      | 서울 누하동 이상범 가옥과 화실 (서울 樓下洞 李象範 家屋과 畵室) (Yi Sang-beom's House and Atelier in Nuha-dong, Seoul)                                             | 서울 종로구 누하동 178, 181                                                     | .                | 2005년 4월 15일 지정                                                   |      |
| 172호 |      | 전주 신흥고등학교 강당과 본관 포치 (全州 新興高等學校 講堂과 本館 포치) (Auditorium and Main Hall Porch of Sinheung High School, Jeonju)                           | 전북 전주시 완산구 서원로 399 (중화산동1가)                                     | .                | 2005년 6월 18일 지정                                                   |      |
| 173호 |      | 전주 중앙동 구 박다옥 (全州 中央洞 舊 博多屋) (Former Bakdaok Restaurant in Jungang-dong, Jeonju)                                                                  | 전북 전주시 완산구 전라감영3길 14 (중앙동2가)                                   | .                | 2005년 6월 18일 지정                                                   |      |
| 174호 |      | 전주 다가동 구 중국인 포목상점 (全州 多佳洞 舊 中國人 布木商店) (Former Chinese Dry Goods Store in Daga-dong, Jeonju)                                              | 전북 전주시 완산구 전라감영2길 25 (다가동1가)                                   |                  | 2005년 6월 18일 지정                                                   |      |
| 175호 |      | 정읍 신태인 구 도정공장 창고 (井邑 新泰仁 舊 搗精工場 倉庫) (Former Rice Mill Storehouse in Sintaein, Jeongeup)                                                    | 전북 정읍시 신태인읍 신태인1길 123, 외 10필지 (신태인리)                        | .                | 2005년 6월 18일 지정                                                   |      |
| 176호 |      | 구 고창고등보통학교 강당 (舊 高敞高等學校 講堂) (Auditorium of Former Gochang High School)                                                                         | 전북 고창군 고창읍 모양성로 50 (교촌리)                                         |                  | 2005년 6월 18일 지정                                                   |      |
| 177호 |      | 구 부안금융조합 (舊 扶安金融組合) (Former Buan Financial Association)                                                                                              | 전북 부안군 부안읍 당산로 90 (동중리)                                           | .                | 2005년 6월 18일 지정                                                   |      |
| 178호 |      | 익산 구 이리농림학교 축산과 교사 (益山 舊 裡里農林學校 畜産科 校舍) (Building of Former Iri School of Agriculture and Forestry, Iksan)                             | 전북 익산시 고봉로 79 (마동)                                                    | 전북대학교       | 2005년 6월 18일 지정                                                   |      |
| 179호 |      | 원불교 익산성지 (圓佛敎 益山聖地) (Iksan Sanctuary of Won-Buddhism)                                                                                                | 전북 익산시 신용동 344-2                                                        |                  | 2005년 6월 18일 지정                                                   |      |
| 180호 |      | 익산 중앙동 구 삼산의원 (益山 中央洞 舊 三山醫院) (Former Samsan Hospital in Jungang-dong, Iksan)                                                                  | 전북 익산시 중앙로 22-253 (중앙동3가)                                           |                  | 2005년 6월 18일 지정                                                   |      |
| 181호 |      | 익산 구 익옥수리조합 사무소와 창고 (益山 舊 益沃水利組合 事務所와 倉庫) (Former Office and Storehouse of Igok Irrigation Association, Iksan)                       | 전북 익산시 평동로1길 28-4 (평화동)                                             | .                | 2005년 6월 18일 지정                                                   |      |
| 182호 |      | 군산 발산리 구 일본인 농장 창고 (群山 鉢山里 舊 日本人 農場 倉庫) (Storehouse of Former Japanese Plantation in Balsan-ri, Gunsan)                                  | 전북 군산시 개정면 바르메길 43 (발산리)                                         | .                | 2005년 6월 18일 지정                                                   |      |
| 183호 |      | 군산 신흥동 일본식 가옥 (群山 新興洞 日本式 家屋) (Japanese-style House in Sinheung-dong, Gunsan)                                                                  | 전북 군산시 구영1길 17 (신흥동)                                                 | .                | 2005년 6월 18일 지정                                                   |      |
| 184호 |      | 군산 해망굴 (群山 海望堀) (Haemanggul Tunnel, Gunsan) | 전북 군산시 중앙로 255, 외 3필지, 금동 9-3 외 4필지 (해망동)                    |                  | 2005년 6월 18일 지정                                                   |      |
| 185호 |      | 김제 증산법종교 본부영대와 삼청전 (金堤 甑山法宗敎 本部靈臺와 三淸殿) (Yeongdae Tomb and Samcheongjeon Hall at Jeungsan Beopjonggyo Headquarters, Gimje)           | 전북 김제시 금산면 모악로 260 (금산리)                                          | .                | 2005년 6월 18일 지정                                                   |      |
| 186호 |      | 김제 구 백구금융조합 (金堤 舊 白鷗金融組合) (Former Building of Baekgu Financial Association, Gimje)                                                               | 전북 김제시 백구면 부용1길 27 (월봉리)                                          | .                | 2005년 6월 18일 지정                                                   |      |
| 187호 |      | 김제 신풍동 일본식 가옥 (金堤 新豊洞 日本式 家屋) (Japanese-style House in Sinpung-dong, Gimje)                                                                    | 전북 김제시 두월로 185 (신풍동)                                                 | .                | 2005년 6월 18일 지정                                                   |      |
| 188호 |      | 임실 오수망루 (任實 獒樹望樓) (Osu Watchtower, Imsil) | 전북 임실군 오수면 오수리 348-6                                                 | .                | 2005년 6월 18일 지정                                                   |      |
| 189호 |      | 장수성당 수분공소 (長水聖堂 水分公所) (Subun Secondary Station of Jangsu Catholic Church)                                                                          | 전북 장수군 장수읍 뜬봉샘길 51-3 (수분리)                                       |                  | 2005년 6월 18일 지정                                                   |      |
| 190호 |      | 장수 호룡보루 (長水 虎龍堡壘) (Horyong Fort, Jangsu) | 전북 장수군 산서면 비행로 20 (동화리)                                           |                  | 2005년 6월 18일 지정                                                   |      |
| 191호 |      | 진안 강정리 근대 한옥 (鎭安 江亭里 近代 韓屋) (Modern Korean-style House in Gangjeong-ri, Jinan)                                                                   | 전북 진안군 마령면 원강정1길 56, 외 2필지 (강정리)                              | .                | 2005년 6월 18일 지정                                                   |      |
| 192호 |      | 진해역 (鎭海驛) (Jinhae Station) | 경남 창원시 진해구 여좌동 761-474, 7-38                                         | .                | 2005년 9월 14일 지정                                                   |      |
| 193호 |      | 구 진해해군통제부 병원장 사택 (舊 鎭海海軍統制府 病院長 舍宅) (Former Residence of the Director of Jinhae Naval Station Hospital)                                  | 경남 창원시 진해구 중원로32번길 22, , 18 (근화동)                               |                  | 2005년 9월 14일 지정                                                   |      |
| 194호 |      | 구 진해요항부 사령부 (舊 鎭海要港部 司令部) (Former Jinhae Naval Port Command Headquarters)                                                                        | 경남 창원시 현동 23-1                                                           |                  | 2005년 9월 14일 지정                                                   |      |
| 195호 |      | 구 진해방비대 사령부 (舊 鎭海防備隊 司令部) (Former Jinhae Defense Unit Command Headquarters)                                                                      | 경남 창원시 현동 72-4                                                           | .                | 2005년 9월 14일 지정                                                   |      |
| 196호 |      | 구 진해방비대 사령부 별관 (舊 鎭海防備隊 司令部 別館) (Annex of Former Jinhae Defense Unit Command Headquarters)                                                   | 경남 창원시 현동 72-4                                                           |                  | 2005년 9월 14일 지정                                                   |      |
| 197호 |      | 구 진해요항부 병원 (舊 鎭海要港部 病院) (Former Jinhae Naval Port Hospital)                                                                                        | 경남 창원시 현동 23                                                             |                  | 2005년 9월 14일 지정                                                   |      |
| 198호 |      | 구 마산헌병 분견대 (舊 馬山憲兵 分遣隊) (Masan Detachment of Japanese Military Police)                                                                             | 경남 창원시 마산합포구 3·15대로 52 (월남동3가)                                  | 문화재청         | 2005년 9월 14일 지정                                                   |      |
| 199호 |      | 마산 봉암수원지 (馬山 鳳岩水源池) (Bongam Reservoir, Masan) | 경남 창원시 봉암동 88                                                           | 마산시           | 2005년 9월 14일 지정                                                   |      |
| 200호 |      | 창원 소답동 김종영 생가 (昌原 召畓洞 金鍾瑛 生家) (Birthplace of Kim Jong-yeong in Sodap-dong, Changwon)                                                           | 경남 창원시 의창구 의안로44번길 33 (소답동)                                     |                  | 2005년 9월 14일 지정                                                   |      |
| 201호 |      | 통영해저터널 (統營 海底터널) (Tongyeong Undersea Tunnel) | 경남 통영시 당동 406외, 미수동 907-1 외                                         |                  | 2005년 9월 14일 지정                                                   |      |
| 202호 |      | 진주역 차량정비고 (晉州驛 車輛整備庫) (Vehicle Maintenance Depot at Jinju Station)                                                                                 | 경남 진주시 강남동 245                                                          |                  | 2005년 9월 14일 지정                                                   |      |
| 203호 |      | 거창 정장리 양식 가옥 (居昌 正莊里 洋式 家屋) (Western-style House in Jeongjang-ri, Geochang)                                                                      | 경남 거창군 거창읍 수남로 2109, 외 1필지 (정장리)                               | .                | 2005년 9월 14일 지정                                                   |      |
| 204호 |      | 밀양 상동터널 (密陽 上東터널) (Sangdong Tunnel, Miryang) | 경남 밀양시 상동면 안인리 1611-19 외, 상동면 옥산리 888-2                       | 한국철도시설공단 | 2005년 9월 14일 지정                                                   |      |
| 205호 |      | 구 밀양역 파출소 (舊 密陽驛 派出所) (Former Police Substation at Miryang Station)                                                                                  | 경남 밀양시 가곡6길 8-8 (가곡동)                                                |                  | 2005년 9월 14일 지정                                                   |      |
| 206호 |      | 밀양 구 비행기 격납고 (密陽 舊 飛行機格納庫) (Former Aircraft Hangar, Miryang)                                                                                     | 경남 밀양시 상남면 기산리 1372, 1373-1, 1373-3, 1373-4, 1376, 연금리 1072, 1795 |                  | 2005년 9월 14일 지정                                                   |      |
| 207호 |      | 군산 구 제1수원지 제방 (群山 舊 第一水源地 堤防) (Embankment at Former Reservoir No. 1, Gunsan)                                                                    | 전북 군산시 솔꼬지1길 46, 외 3필지 (소룡동)                                     |                  | 2005년 11월 11일 지정                                                  |      |
| 208호 |      | 군산 구 임피역 (群山 舊 臨陂驛) (Former Impi Station, Gunsan) | 전북 군산시 임피면 서원석곡로 39 (술산리)                                       | .                | 2005년 11월 11일 지정                                                  |      |
| 209호 |      | 익산 주현동 구 일본인 농장 사무실 (益山 珠峴洞 舊 日本人 農場 事務室) (Former Japanese Plantation Office in Juhyeon-dong, Iksan)                                   | 전북 익산시 중앙로4길 59, 외 1필지 (주현동)                                     | .                | 2005년 11월 11일 지정                                                  |      |
| 210호 |      | 익산 구 춘포역사 (益山 舊 春蒲驛舍) (Former Chunpo Station Building, Iksan)                                                                                        | 전북 익산시 춘포면 춘포1길 17-1 (덕실리)                                        | .                | 2005년 11월 11일 지정                                                  |      |
| 211호 |      | 익산 춘포리 구 일본인 농장 가옥 (益山 春蒲里 舊 日本人 農場 家屋) (Former Japanese Plantation House in Chunpo-ri, Iksan)                                           | 전북 익산시 춘포면 춘포4길 48 (춘포리)                                          | .                | 2005년 11월 11일 지정                                                  |      |
| 212호 |      | 정읍 영주정사와 영양사 (井邑 瀛州精舍와 瀛陽祠) (Yeongjujeongsa Lecture Hall and Yeongyangsa Shrine, Jeongeup)                                                     | 전북 정읍시 현암2길 40 (흑암동)                                                 | .                | 2005년 11월 11일 지정                                                  |      |
| 213호 |      | 정읍 진산동 영모재 (井邑 辰山洞 永慕齋) (Yeongmojae Ritual House in Jinsan-dong, Jeongeup)                                                                         | 전북 정읍시 진산1길 25 (진산동)                                                 | 김진해           | 2005년 11월 11일 지정                                                  |      |
| 214호 |      | 정읍 관청리 근대 한옥 (井邑 官淸里 近代 韓屋) (Modern Korean-style House in Gwancheong-ri, Jeongeup)                                                               | 전북 정읍시 고부면 관청1길 5 (관청리)                                           | 한진숙           | 2005년 11월 11일 지정                                                  |      |
| 215호 |      | 정읍 화호리 구 일본인 농장 가옥 (井邑 禾湖里 舊 日本人 農莊 家屋) (Former Japanese Plantation House in Hwaho-ri, Jeongeup)                                         | 전북 정읍시 신태인읍 화호2길 12-8 (화호리)                                      | .                | 2005년 11월 11일 지정                                                  |      |
| 216호 |      | 장수경찰서 관사 (長水警察署 官舍) (Official Residence of Jangsu Police Station)                                                                                    | 전북 장수군 장수읍 방촌길 21 (장수리)                                           |                  | 2005년 11월 11일 지정                                                  |      |
| 217호 |      | 포항 구 삼화제철소 고로 (浦項 舊 三和製鐵所 高爐) (Furnace at Former Samhwa Steel Mill, Pohang)                                                                    | 경북 포항시 남구 동해안로6213번길 15-15 (동촌동)                                |                  | 2005년 11월 11일 지정                                                  |      |
| 218호 |      | 봉화 유곡리 근대 한옥 (奉化 酉谷里 近代 韓屋) (Modern Korean-style House in Yugok-ri, Bonghwa)                                                                     | 경북 봉화군 봉화읍 토일길 156-12 (유곡리)                                       | .                | 2005년 11월 11일 지정                                                  |      |
| 219호 |      | 김제 신풍동 근대 한옥 (金堤 新豊洞 近代 韓屋) (Modern Korean-style House in Sinpung-dong, Gimje)                                                                   | 전북 김제시 중앙15길 35-6 (신풍동)                                              | .                | 2005년 12월 9일 지정                                                   |      |
| 220호 |      | 김제 종신리 한·일 절충식 가옥 (金堤 宗新里 韓·日 折衷式 家屋) (Eclectic-style House in Jongsin-ri, Gimje)                                                          | 전북 김제시 죽산면 종남길 233 (종신리)                                          | .                | 2005년 12월 9일 지정                                                   |      |
| 221호 |      | 완주 구 삼례양수장 (完州 舊 參禮揚水場) (Former Samnye Pumping Station, Wanju)                                                                                     | 전북 완주군 삼례읍 비비정길 26, 외 1필지 (삼례리)                               |                  | 2005년 12월 9일 지정                                                   |      |
| 222호 |      | 곡성 구 삼기면사무소 (谷城 舊 三岐面事務所) (Former Samgi-myeon Office, Gokseong)                                                                                  | 전남 곡성군 삼기면 원등1길 63 (원등리)                                          | .                | 2005년 12월 9일 지정                                                   |      |
| 223호 |      | 광양 서울대학교 남부연습림 관사 (光陽 서울大學校 南部演習林 官舍) (Official Residence of Seoul National University's South Experimental Forest, Gwangyang)         | 전남 광양시 광양읍 매천로 797 (칠성리)                                          | 서울대학교       | 2005년 12월 9일 지정                                                   |      |
| 224호 |      | 순천 별량농협 창고 (順川 別良農協 倉庫) (Storehouse of Byeollyang Agricultural Cooperative, Suncheon)                                                              | 전남 순천시 별량면 별량길 99 (봉림리)                                           | .                | 2005년 12월 9일 지정                                                   |      |
| 225호 |      | 순천 옥천동 일본식 가옥 (順川 玉川洞 日本式 家屋) (Japanese-style House in Okcheon-dong, Suncheon)                                                                 | 전남 순천시 옥천1길 7 (옥천동)                                                  | .                | 2005년 12월 9일 지정                                                   |      |
| 226호 |      | 보성 구 벌교금융조합 (寶城 舊 筏橋金融組合) (Former Beolgyo Financial Association, Boseong)                                                                        | 전남 보성군 벌교읍 태백산맥길 39-1 (벌교리)                                     | .                | 2005년 12월 9일 지정                                                   |      |
| 227호 |      | 고흥 구 풍양금융조합 (高興 舊 豊壤金融組合) (Former Pungyang Financial Association, Goheung)                                                                       | 전남 고흥군 풍양면 천마로 1473 (풍남리)                                         | .                | 2005년 12월 9일 지정                                                   |      |
| 228호 |      | 곡성 단군전 (谷城 檀君殿) (Dangunjeon Shrine, Gokseong) | 전남 곡성군 곡성읍 영운1길 33 (학정리)                                          |                  | 2005년 12월 9일 지정                                                   |      |

### 2006년 지정
| 번호  | 사진 | 명칭 | 소재지                                                          | 관리자 (단체)                   | 지정일                                                                  | 참조 |
| 229호 |      | 서울 계동 근대 한옥 (서울 桂洞 近代 韓屋) (Modern Korean-style House in Gye-dong, Seoul) | 서울 종로구 계동길 37 (계동)                                    | .                               | 2006년 3월 2일 지정                                                     |      |
| 230호 |      | 서울 혜화동성당 (서울 惠化洞聖堂) (Hyehwa-dong Catholic Church, Seoul) | 서울 종로구 창경궁로 288 (혜화동)                               | .                               | 2006년 3월 2일 지정                                                     |      |
| 231호 |      | 서울 창전동 공민왕 사당 (서울 倉前洞 恭愍王 祠堂) (King Gongmin's Shrine in Changjeon-dong, Seoul) | 서울 마포구 창전동 42-17                                        | 마포문화원                      | 2006년 3월 2일 지정                                                     |      |
| 232호 |      | 공주 금강철교 (公州 錦江鐵橋) (Geumgang Railroad Bridge, Gongju) | 충남 공주시 금성동 164-1, 신관동 553                            |                                 | 2006년 3월 2일 지정                                                     |      |
| 233호 |      | 공주 중학동 구 선교사 가옥 (公州 中學洞 舊 宣敎師 家屋) (Former Missionary House in Junghak-dong, Gongju) | 충남 공주시 중학동 9-1                                          | 공주시                          | 2006년 3월 2일 지정                                                     |      |
| 234호 |      | 남해 덕신리 하천재 (南海 德申里 荷泉齋) (Hacheonjae Ritual House in Deoksin-ri, Namhae) | 경남 남해군 설천면 창남로72번길 70-19 (덕신리)                  |                                 | 2006년 3월 2일 지정                                                     |      |
| 235호 |      | 울릉 도동리 일본식 가옥 (鬱陵 道洞里 日本式 家屋) (Japanese-style House in Dodong-ri, Ulleung) | 경북 울릉군 울릉읍 도동1길 27, 외 1필지 (도동리)                | 문화유산국민신탁                | 2006년 3월 2일 지정                                                     |      |
| 236호 |      | 고흥 구 녹동우편소 (高興 舊 鹿洞郵便所) (Former Nok-dong Postal Agency, Goheung) | 전남 고흥군 도양읍 녹동쌍충길 7-4 (봉암리)                      |                                 | 2006년 3월 2일 지정                                                     |      |
| 237호 |      | 서울 구 대법원 청사 (서울 舊 大法院 廳舍) (Former Supreme Court Building, Seoul) | 서울 중구 덕수궁길 15 (서소문동 37)                             | .                               | 2006년 3월 2일 지정                                                     |      |
| 238호 |      | 서울 구 미국문화원 (서울 舊 美國文化院) (Former United States Cultural Center, Seoul) | 서울 중구 을지로 23 (을지로1가)                                 | .                               | 2006년 3월 2일 지정                                                     |      |
| 239호 |      | 구 목포사범학교 본관 (舊 木浦師範學校 本館) (Former United States Cultural Center, Seoul) | 전남 목포시 송림로41번길 11 (용해동)                            |                                 | 2006년 3월 2일 지정                                                     |      |
| 240호 |      | 창덕궁 희정당 총석정절경도 (昌德宮 熙政堂 叢石亭絶景圖) (Chongseokjeong jeolgyeongdo (Superb Landscape of Chongseokjeong Pavilion) in Huijeongdang Hall of Changdeokgung Palace)                                            | 서울 종로구 와룡동 2-71                                         | 창덕궁관리소                    | 2006년 3월 2일 지정                                                     |      |
| 241호 |      | 창덕궁 희정당 금강산만물초승경도 (昌德宮 熙政堂 金剛山萬物肖勝景圖) (Geumgangsan manmul choseunggyeongdo (Picturesque Landscape of the Myriad Things on Geumgangsan Mountain) in Huijeongdang Hall of Changdeokgung Palace) | 서울 종로구 와룡동 2-71                                         | 창덕궁관리소                    | 2006년 3월 2일 지정                                                     |      |
| 242호 |      | 창덕궁 대조전 봉황도 (昌德宮 大造殿 鳳凰圖) (Bonghwangdo (Phoenixes) in Daejojeon Hall of Changdeokgung Palace) | 서울 종로구 와룡동 2-71                                         | 창덕궁관리소                    | 2006년 3월 2일 지정                                                     |      |
| 243호 |      | 창덕궁 대조전 백학도 (昌德宮 大造殿 白鶴圖) (Baekhakdo (White Cranes) in Daejojeon Hall of Changdeokgung Palace) | 서울 종로구 와룡동 2-71                                         | 창덕궁관리소                    | 2006년 3월 2일 지정                                                     |      |
| 244호 |      | 창덕궁 경훈각 조일선관도 (昌德宮 景薰閣 朝日仙觀圖) (Joil seongwando (Rising Sun) in Gyeonghungak Hall of Changdeokgung Palace)                                                                                             | 서울 종로구 와룡동 2-71                                         | 창덕궁관리소                    | 2006년 3월 2일 지정                                                     |      |
| 245호 |      | 창덕궁 경훈각 삼선관파도 (昌德宮 景薰閣 三仙觀波圖) (Samseon gwanpado (Three Daoist Immortals Watching the Waves) in Gyeonghungak Hall of Changdeokgung Palace)                                                             | 서울 종로구 와룡동 2-71                                         | 창덕궁관리소                    | 2006년 3월 2일 지정                                                     |      |
| 246호 |      | 인천 선린동 공화춘 (仁川 善隣洞 共和春) (Gonghwachun Restaurant in Seollin-dong, Incheon) | 인천 중구 차이나타운로 56-14, , 38-2 (선린동)                   | 인천광역시중구청장              | 2006년 4월 14일 지정                                                    |      |
| 247호 |      | 대한민국 수준원점 (大韓民國 水準原點) (Original Vertical Datum of the Republic of Korea) | 인천 남구 인하로 100 (학익동)                                   | .                               | 2006년 4월 14일 지정                                                    |      |
| 248호 |      | 구 일본우선주식회사 인천지점 (舊 日本郵船株式會社 仁川支店) (Former Japan Mail and Shipping Inc., Incheon Branch) | 인천 중구 제물량로218번길 3 (해안동1가)                         | .                               | 2006년 4월 14일 지정                                                    |      |
| 249호 |      | 구 인천부 청사 (舊仁川府 廳舍) (Former Incheon City Hall) | 인천 중구 신포로27번길 80 (관동1가)                             | .                               | 2006년 4월 14일 지정                                                    |      |
| 250호 |      | 서울 한강철도교 (서울 漢江鐵道橋) (Hangang Railroad Bridge, Seoul) | 서울 용산구 이촌동 198-2 외                                     |                                 | 2006년 6월 19일 지정                                                    |      |
| 251호 |      | 대구 대봉배수지 (大邱 大鳳配水池) (Daebong Reservoir, Daegu) | 대구 남구 이천동 439                                            |                                 | 2006년 6월 19일 지정                                                    |      |
| 252호 |      | 대구화교협회 (大邱華僑協會) (Daegu Korean Chinese Association) | 대구 중구 남일동 142                                            |                                 | 2006년 6월 19일 지정                                                    |      |
| 253호 |      | 영천 과전동 일본식 가옥 (永川 果田洞 日本式 家屋) (Japanese-style House in Gwajeon-dong, Yeongcheon) | 경북 영천시 교창길 25, 외 1필지 (과전동)                        | .                               | 2006년 6월 19일 지정                                                    |      |
| 254호 |      | 영천 구 화룡교 (永川 舊 化龍橋) (Former Hwaryonggyo Bridge, Yeongcheon) | 경북 영천시 서부동 750-1 외                                     |                                 | 2006년 6월 19일 지정                                                    |      |
| 255호 |      | 영양 구 용화광산 선광장 (英陽 舊 龍化鑛山 選鑛場) (Former Ore Concentration Plant of Yonghwa Mine, Yeongyang) | 경북 영양군 일원면 용화2리 337번지 일원                         |                                 | 2006년 6월 19일 지정                                                    |      |
| 256호 |      | 청도 구 풍각면사무소 (淸道 舊 豊角面事務所) (Former Punggak-myeon Office, Cheongdo) | 경북 청도군 풍각면 송서리 600-1                                 | .                               | 2006년 6월 19일 지정                                                    |      |
| 257호 |      | 봉화 척곡교회 (奉化 尺谷敎會) (Cheokgok Church, Bonghwa) | 경북 봉화군 법전면 건문골길 186-42, 외 1필지 (척곡리)           |                                 | 2006년 6월 19일 지정                                                    |      |
| 258호 |      | 고성 학동마을 옛 담장 (固城 鶴洞마을 옛 담牆) (Old Walls of Hakdong Village, Goseong) | 경남 고성군 하일면 학림리 917-1 등                              | 고성군                          | 2006년 6월 19일 지정                                                    |      |
| 259호 |      | 거창 황산마을 옛 담장 (居昌 黃山마을 옛 담牆) (Old Walls of Hwangsan Village, Geochang) | 경남 거창군 위천면 황산1길 109-6, 등 (황산리)                   |                                 | 2006년 6월 19일 지정                                                    |      |
| 260호 |      | 산청 단계마을 옛 담장 (山淸 丹溪마을 옛 담牆) (Old Walls of Dangye Village, Sancheong) | 경남 산청군 신등면 신등가회로 53-9, 등 (단계리)                 |                                 | 2006년 6월 19일 지정                                                    |      |
| 261호 |      | 성주 한개마을 옛 담장 (星州 한개마을 옛 담牆) | 경북 성주군 월항면 대산리 104 등                                | .                               | 2006년 6월 19일 지정, 2010년 8월 25일 해제, 중요민속자료 제255호로 지정 |      |
| 262호 |      | 무주 지전마을 옛 담장 (茂朱 芝田마을 옛 담牆) (Old Walls of Jijeon Village, Muju) | 전북 무주군 설천면 길산리 48-1 등                               |                                 | 2006년 6월 19일 지정                                                    |      |
| 263호 |      | 익산 함라마을 옛 담장 (益山 咸羅마을 옛 담牆) (Old Walls of Hamna Village, Iksan) | 전북 익산시 함라면 함열리 314 등                                |                                 | 2006년 6월 19일 지정                                                    |      |
| 264호 |      | 강진 한골목 옛 담장 (康津 한골목 옛 담牆) (Old Walls of Hangolmok Alley, Gangjin) | 전남 강진군 병영면 지로리 291-1 등                              | .                               | 2006년 6월 19일 지정                                                    |      |
| 265호 |      | 담양 삼지천마을 옛 담장 (潭陽 三支川마을 옛 담牆) (Old Walls of Samjicheon Village, Damyang) | 전남 담양군 창평면 삼천리 82-1 등                               | .                               | 2006년 6월 19일 지정                                                    |      |
| 266호 |      | 대구 옻골마을 옛 담장 (大邱 옻골마을 옛 담牆) (Old Walls of Otgol Village, Daegu) | 대구 동구 옻골로 167, 등 (둔산동)                               |                                 | 2006년 6월 19일 지정                                                    |      |
| 267호 |      | 경운궁 양이재 (慶運宮 養怡齋) (Yangijae Hall of Gyeongungung Palace) | 서울 중구 세종대로21길 15 (정동)                                | 대한성공회 유지재단             | 2006년 9월 19일 지정                                                    |      |
| 268호 |      | 서울 성북동 최순우 가옥 (서울 城北洞 崔淳雨 家屋) (Choe Sun-u's House in Seongbuk-dong, Seoul) | 서울 성북구 성북로15길 9, , 128-18 (성북동)                     | (재)내셔널트러스트 문화유산기금 | 2006년 9월 19일 지정                                                    |      |
| 269호 |      | 서울 청량리역 검수차고 (서울 淸凉里驛 檢修車庫) (Former Inspection Depot of Cheongnyangni Station, Seoul) | 서울 동대문구 왕산로 214, 외 1필지 (전농동)                     | .                               | 2006년 9월 19일 지정                                                    |      |
| 270호 |      | 대구 구 반야월역사 (대구 舊 半夜月驛舍) (Former Banyawol Station Building, Daegu) | 대구 동구 신기동 5-1                                            | 한국철도시설공단                | 2006년 9월 19일 지정                                                    |      |
| 271호 |      | 구 포천성당 (舊 抱川聖堂) (Former Pocheon Catholic Church) | 경기 포천시 왕방로 191 (신읍동)                                 | (재)춘천교구 천주교회           | 2006년 9월 19일 지정                                                    |      |
| 272호 |      | 홍성고등학교 강당 (洪城高等學校 講堂) (Auditorium of Hongseong High School) | 충남 홍성군 홍성읍 대교리 343-3                                 | 홍성고등학교                    | 2006년 9월 19일 지정                                                    |      |
| 273호 |      | 제천 엽연초수납 취급소 (堤川 葉煙草收納 取扱所) (Jecheon Leaf Tobacco Warehouse) | 충북 제천시 의병대로12길 14-1, 외 1필지 (명동)                  | 한국자산 관리공사               | 2006년 9월 19일 지정                                                    |      |
| 274호 |      | 화순 오지호 생가 (和順 吳之湖 生家) (Birthplace of O Ji-ho, Hwasun) | 전남 화순군 동복면 독상리 277-1(안채, 사랑채), 277-2(화실)      | .                               | 2006년 9월 19일 지정                                                    |      |
| 275호 |      | 화순농협 동부지점 (和順農協 東部支店) (Hwasun Agricultural Cooperative, Dongbu Branch) | 전남 화순군 화순읍 동헌길 21-3 (훈리)                           | 화순농협 협동조합               | 2006년 9월 19일 지정                                                    |      |
| 276호 |      | 정읍 나용균 생가와 사당 (井邑 羅容均 生家와 祠堂) (Birthplace and Shrine of Na Yong-gyun, Jeongeup) | 전북 정읍시 영원면164-1(생가), 166-1(사당)                      | 정읍시                          | 2006년 9월 19일 지정                                                    |      |
| 277호 |      | 거제 학동 진석중 가옥 (巨濟 鶴洞 陳石中 家屋) (Jin Seok-jung's House in Hak-dong, Geoje) | 경남 거제시 동부면 학동3길 16 (학동리)                          | 거제시                          | 2006년 9월 19일 지정                                                    |      |
| 278호 |      | 상주 구 내서면사무소 (尙州 舊 內西面事務所) (Former Naeseo-myeon Office, Sangju) | 경북 상주시 내서면 신촌2길 10-5 (신촌리)                        | 상주시                          | 2006년 9월 19일 지정                                                    |      |
| 279호 |      | 완도 청산도 상서마을 옛 담장 (莞島 靑山島 祥瑞마을 옛 담牆) (Old Walls of Sangseo Village on Cheongsando Island) | 전남 완도군 청산면 상동길 76-3, 등 (상동리)                     | 완도군                          | 2006년 12월 4일 지정                                                    |      |
| 280호 |      | 부여 반교마을 옛 담장 (扶餘 盤橋마을 옛 담牆) (Old Walls of Bangyo Village, Buyeo) | 충남 부여군 외산면 반교리 176 등                                | 부여군                          | 2006년 12월 4일 지정                                                    |      |
| 281호 |      | 산청 남사마을 옛 담장 (山淸 南沙마을 옛 딤牆) (Old Walls of Namsa Village, Sancheong) | 경남 산청군 단성면 남사리 253 등                                | 산청군                          | 2006년 12월 4일 지정                                                    |      |
| 282호 |      | 신안 흑산도 사리마을 옛 담장 (新安 黑山島 沙里마을 옛 담牆) (Old Walls of Sari Village on Heuksando Island, Sinan) | 전남 신안군 흑산면 사리 13 등                                   | 신안군                          | 2006년 12월 4일 지정                                                    |      |
| 283호 |      | 신안 비금도 내촌마을 옛 담장 (新安 飛禽島 內村마을 옛 담牆) (Old Walls of Naechon Village on Bigeumdo Island, Sinan) | 전남 신안군 비금면 내월리 679-1 등                              | 신안군                          | 2006년 12월 4일 지정                                                    |      |
| 284호 |      | 상주농협 구 창고 (尙州農協 舊 倉庫) (Former Storehouse of Sangju Agricultural Cooperative) | 경북 상주시 왕산로 64, , 168-2 (남성동)                         | .                               | 2006년 12월 4일 지정                                                    |      |
| 285호 |      | 칠곡 구 왜관터널 (漆谷 舊 倭館터널) (Former Waegwan Tunnel, Chilgok) | 경북 칠곡군 왜관읍 석전리 882-61번지, 65                        | 칠곡군                          | 2006년 12월 4일 지정                                                    |      |
| 286호 |      | 울진 행곡교회 (蔚珍 杏谷敎會) (Haenggok Church, Uljin) | 경북 울진군 근남면 행곡리 102-1                                 |                                 | 2006년 12월 4일 지정                                                    |      |
| 287호 |      | 울진 용장교회 (蔚珍 龍場敎會) (Yongjang Church, Uljin) | 경북 울진군 죽변면 용장길 151-7 (화성리)                        |                                 | 2006년 12월 4일 지정                                                    |      |
| 288호 |      | 영덕 송천예배당 (盈德 松川禮拜堂) (Songcheon Chapel, Yeongdeok) | 경북 영덕군 병곡면 송천리 405-1                                 |                                 | 2006년 12월 4일 지정                                                    |      |
| 289호 |      | 구 문경금융조합 사택 (舊 聞慶金融組合 舍宅) (Former Residence of Mungyeong Financial Association) | 경북 문경시 산양면 불암2길 14-6 (불암리)                        | .                               | 2006년 12월 4일 지정                                                    |      |
| 290호 |      | 경주 구 서경사 (慶州 舊 西慶寺) (Former Seogyeongsa Temple, Gyeongju) | 경북 경주시 서부동 93                                           |                                 | 2006년 12월 4일 지정                                                    |      |
| 291호 |      | 구 군위성결교회 (舊 軍威聖潔敎會) (Former Gunwi Evangelical Holiness Church) | 경북 군위군 군위읍 동서4길 6 (동부리)                           |                                 | 2006년 12월 4일 지정                                                    |      |
| 292호 |      | 경주 우안양수장 (慶州 右岸揚水場) (Uan Pumping Station, Gyeongju) | 경북 경주시 강동면 국당리 2                                     | 한국농어촌공사 포항지사         | 2006년 12월 4일 지정                                                    |      |
| 293호 |      | 청도 이호우와 이영도 생가 (淸道 李鎬雨와 李永道 生家) (Birthplace of Yi Ho-u and Yi Yeong-do, Cheongdo) | 경북 청도군 청도읍 유천길 46, , 259-28, 259-33, 259-24 (내호리) | .                               | 2006년 12월 4일 지정                                                    |      |
| 294호 |      | 고양 구 일산역사 (高陽 舊 一山驛舍) (Former Ilsan Station Building, Goyang) | 경기 고양시 일산서구 일산2동 655-628                            | .                               | 2006년 12월 4일 지정                                                    |      |
| 295호 |      | 남양주 구 팔당역 (南楊州 舊 八堂驛) (Former Paldang Station, Namyangju) | 경기 남양주시 와부읍 팔당리 98-1, 342                           | .                               | 2006년 12월 4일 지정                                                    |      |
| 296호 |      | 양평 구 구둔역 (楊平 舊 九屯驛) (Former Gudun Station, Yangpyeong) | 경기 양평군 지제면 일신리 1336-2 외 11필지                      | .                               | 2006년 12월 4일 지정                                                    |      |
| 297호 |      | 영동 심천역 (永同 深川驛) (Simcheon Station, Yeongdong) | 충북 영동군 심천면 심천로5길 5-1, 외 (심천리)                   | .                               | 2006년 12월 4일 지정                                                    |      |
| 298호 |      | 삼척 구 도경리역 (三陟 舊 桃京里驛) (Former Dogyeong-ri Station, Samcheok) | 강원 삼척시 도경동 182, 176-1, 산37-3, 산39-3, 산29-4, 196-2    | 한국철도시설공단                | 2006년 12월 4일 지정                                                    |      |
| 299호 |      | 나주 구 남평역 (羅州 舊 南平驛) (Former Nampyeong Station, Naju) | 전남 나주시 남평읍 동촌로 313, 외 (광촌리)                      | .                               | 2006년 12월 4일 지정                                                    |      |
| 300호 |      | 서울 구 화랑대역 (서울 舊 花郞臺驛) (Former Hwarangdae Station, Seoul) | 서울 노원구 공릉2동 29-51, 37-2                                 | .                               | 2006년 12월 4일 지정                                                    |      |
| 301호 |      | 여수 구 율촌역 (麗水 舊 栗村驛) (Former Yulchon Station, Yeosu) | 전남 여수시 율촌면 당머리길 18, 외 (조화리)                     | 한국철도공사, 국토교통부        | 2006년 12월 4일 지정                                                    |      |
| 302호 |      | 부산 송정역 (釜山 松亭驛) (Songjeong Station, Busan) | 부산 해운대구 송정중앙로8번길 60, 외 (송정동)                   | .                               | 2006년 12월 4일 지정                                                    |      |
| 303호 |      | 대구 구 동촌역사 (大邱 舊 東村驛舍) (Former Dongchon Station Building, Daegu) | 대구 동구 동촌로 91-19 (검사동)                                 | 한국철도시설공단                | 2006년 12월 4일 지정                                                    |      |
| 304호 |      | 문경 구 가은역 (聞慶 舊 加恩驛) (Former Gaeun Station, Mungyeong) | 경북 문경시 가은읍 대야로 2441, 외 (왕능리)                     | .                               | 2006년 12월 4일 지정                                                    |      |
| 305호 |      | 보령 청소역 (保寧 靑所驛) (Cheongso Station, Boryeong) | 충남 보령시 청소면 청소큰길 176, , 343-1외 (진죽리)             | .                               | 2006년 12월 4일 지정                                                    |      |
| 306호 |      | 제주 사라봉 일제 동굴진지 (濟州 沙羅峰 日帝 洞窟陣地) (Tunnel Fortifications of Imperial Japan on Sarabong Peak, Jeju) | 제주 제주시 사라봉동길 74 (건입동)                              |                                 | 2006년 12월 4일 지정                                                    |      |
| 307호 |      | 제주 어승생악 일제 동굴진지 (濟州 御乘生嶽 日帝 洞窟陣地) (Tunnel Fortifications of Imperial Japan on Eoseungsaengak Volcanic Cone, Jeju)                                                                                   | 제주 제주시 해안동 산 220-1, 산220-12                           | 제주특별자치도 제주시           | 2006년 12월 4일 지정                                                    |      |
| 308호 |      | 제주 가마오름 일제 동굴진지 (濟州 가마오름 日帝 洞窟陣地) (Tunnel Fortifications of Imperial Japan on Gamaoreum Volcanic Cone, Jeju)                                                                                        | 제주 제주시 한경면 청수리 1171, 798-2, 1166-1, 1165, 1207-3번지 | 제주특별자치도                  | 2006년 12월 4일 지정                                                    |      |
| 309호 |      | 제주 서우봉 일제 동굴진지 (濟州 犀牛峰 日帝 洞窟陣地) (Tunnel Fortifications of Imperial Japan on Seoubong Peak, Jeju) | 제주 제주시 조천읍 북촌리 86                                    | 제주특별 자치도 제주시          | 2006년 12월 4일 지정                                                    |      |
| 310호 |      | 제주 셋알오름 일제 동굴진지 (濟州 셋알오름 日帝 洞窟陣地) (Tunnel Fortifications of Imperial Japan on Sedaroreum Volcanic Cone, Jeju)                                                                                       | 제주 서귀포시 대정읍 상모리 316 외                              | 제주특별 자치도 서귀포시        | 2006년 12월 4일 지정                                                    |      |
| 311호 |      | 제주 일출봉 해안 일제 동굴진지 (濟州 日出峯 海岸 日帝 洞窟陣地) (Tunnel Fortifications of Imperial Japan Along the Coast of Ilchulbong Peak, Jeju)                                                                          | 제주 서귀포시 성산읍 성산리 79번지 지선 공유수면                |                                 | 2006년 12월 4일 지정                                                    |      |
| 312호 |      | 제주 모슬포 알뜨르비행장 일제 지하벙커 (濟州 摹瑟浦 알뜨르飛行場 日帝 地下벙커) (Underground Bunker of Imperial Japan at Altteureu Airfield in Moseulpo Port, Jeju)                                                         | 제주 서귀포시 대정읍 상모리 1,670번지                           | 제주특별 자치도 서귀포시        | 2006년 12월 4일 지정                                                    |      |
| 313호 |      | 제주 송악산 해안 일제 동굴진지 (濟州 松岳山 海岸 日帝 洞窟陣地) (Tunnel Fortifications of Imperial Japan Along the Coast of Songaksan Mountain, Jeju)                                                                       | 제주 서귀포시 대정읍 상모리 195-2번지 지선 공유수면             |                                 | 2006년 12월 4일 지정                                                    |      |
| 314호 |      | 제주 모슬봉 일제군사시설 (濟州 摹瑟峰 日帝 軍事施設) (Military Facility of Imperial Japan on Moseulbong Peak, Jeju) | 제주 서귀포시 대정읍 상모리 3415                                | 제주특별 자치도 서귀포시        | 2006년 12월 4일 지정                                                    |      |
| 315호 |      | 제주 이교동 일제군사시설 (濟州 伊橋洞 日帝 軍事施設) (Military Facility of Imperial Japan in Igyo-dong, Jeju) | 제주 서귀포시 대정읍 상모리 3262-1                              | 제주특별 자치도 서귀포시        | 2006년 12월 4일 지정                                                    |      |
| 316호 |      | 제주 모슬포 알뜨르비행장 일제 고사포진지 (濟州 摹瑟浦 알뜨르飛行場 日帝 高射砲陣地) (Anti-aircraft Emplacement of Imperial Japan at Altteureu Airfield in Moseulpo, Jeju)                                                   | 제주 서귀포시 대정읍 상모리 316                                 | 제주특별 자치도 서귀포시        | 2006년 12월 4일 지정                                                    |      |
| 317호 |      | 제주 송악산 외륜 일제 동굴진지 (濟州 松岳山 外輪 日帝 洞窟陣地) (Tunnel Fortifications of Imperial Japan near the Foot of Songaksan Mountain, Jeju)                                                                         | 제주 서귀포시 대정읍 상모리 산2                                 | 제주특별 자치도 서귀포시        | 2006년 12월 4일 지정                                                    |      |
| 318호 |      | 순종어차 (純宗御車) (Royal Vehicle of Emperor Sunjong) | 서울 종로구 율곡로 99, 창덕궁 (와룡동)                          | 국립고궁박물관                  | 2006년 12월 4일 지정                                                    |      |
| 319호 |      | 순종황후어차 (純宗皇后御車) (Royal Vehicle of Emperor Sunjong's Empress) | 서울 종로구 율곡로 99, 창덕궁 (와룡동)                          | 국립고궁박물관                  | 2006년 12월 4일 지정                                                    |      |
| 320호 |      | 국가표준 도량형 유물 (國家標準 度量衡 遺物) (National Standard Measuring Instruments) | 충북 음성군 이수로 93 (맹동면, 국가기술표준원 계량박물관)       | 국가기술표준원                  | 2006년 12월 4일 지정                                                    |      |

### 2007년 지정
| 번호  | 사진 | 명칭 | 소재지                                                       | 관리자 (단체)    | 지정일                | 참조 |
| 321호 |      | 서산 동문동성당 (瑞山 東門洞聖堂) (Dongmun-dong Catholic Church, Seosan)                                                                                      | 충남 서산시 동문동 665번지 2호                               | 서산시           | 2007년 4월 30일 지정  |      |
| 322호 |      | 구 강경공립상업학교 관사 (舊 江景公立商業學校 官舍) (Official Residence of Former Ganggyeong Public Commercial School)                                        | 충남 논산시 강경읍 계백로 220 (남교리)                       | 충청남도교육청   | 2007년 4월 30일 지정  |      |
| 323호 |      | 구 강경노동조합 (舊 江景勞動組合) (Former Ganggyeong Labor Union)                                                                                             | 충남 논산시 강경읍 옥녀봉로27번길 30-5 (염천리)              | 논산시           | 2007년 4월 30일 지정  |      |
| 324호 |      | 구 한일은행 강경지점 (舊 韓一銀行 江景支店) (Former Hanil Bank, Ganggyeong Branch)                                                                            | 충남 논산시 강경읍 계백로167번길 50 (서창리)                 | 논산시           | 2007년 4월 30일 지정  |      |
| 325호 |      | 고창 조양식당 (高敞 兆陽食堂) (Joyang Restaurant, Gochang) | 전북 고창군 고창읍 천변남로 86 (읍내리)                      | 심효경           | 2007년 4월 30일 지정  |      |
| 326호 |      | 문경 구 불정역사 (聞慶 舊 佛井驛舍) (Former Buljeong Station Building, Mungyeong)                                                                             | 경북 문경시 불정강변길 187 (불정동)                          | 한국철도시설공단 | 2007년 4월 30일 지정  |      |
| 327호 |      | 부산 복병산배수지 (釜山 伏兵山配水池) (Bokbyeongsan Mountain Reservoir, Busan)                                                                                | 부산 중구 샘길 10 (대청동1가)                                | .                | 2007년 7월 3일 지정   |      |
| 328호 |      | 부산 구 경남상업고등학교 본관 (釜山 舊 慶南商業高等學校 本館) (Main Building of Former Gyeongnam Commercial High School, Busan)                               | 부산 서구 망양로33번길 12 (서대신동3가)                      | .                | 2007년 7월 3일 지정   |      |
| 329호 |      | 부산 구 남선전기 사옥 (釜山 舊 南鮮電氣 社屋) (Former Building of Namseon Electrics, Busan)                                                                   | 부산 서구 까치고개로 252 (토성동1가)                         | .                | 2007년 7월 3일 지정   |      |
| 330호 |      | 부산 수정동 일본식 가옥 (釜山 水晶洞 日本式 家屋) (Japanese-style House in Sujeong-dong, Busan)                                                               | 부산 동구                                                    | 문화유산국민신탁 | 2007년 7월 3일 지정   |      |
| 331호 |      | 대전 수운교 봉령각 (大田 水雲敎 鳳靈閣) (Bongnyeonggak Hall of the Suwoongyo Religion, Daejeon)                                                               | 대전 유성구 자운로245번길 80 (추목동)                        | .                | 2007년 7월 3일 지정   |      |
| 332호 |      | 대전 수운교 용호당 (大田 水雲敎 龍虎堂) (Yonghodang Hall of the Suwoongyo Religion, Daejeon)                                                                  | 대전 유성구 자운로245번길 80 (추목동)                        | .                | 2007년 7월 3일 지정   |      |
| 333호 |      | 대전 수운교 본부법회당 (大田 水雲敎 本部法會堂) (Main Prayer Hall of the Suwoongyo Religion, Daejeon)                                                         | 대전 유성구 자운로245번길 80 (추목동)                        | .                | 2007년 7월 3일 지정   |      |
| 334호 |      | 대전 수운교 본부사무실 (大田 水雲敎 本部事務室) (Headquarters Office of the Suwoongyo Religion, Daejeon)                                                      | 대전 유성구 추목동 600                                       | .                | 2007년 7월 3일 지정   |      |
| 335호 |      | 대전 수운교 종각과 범종 (大田 水雲敎 鐘閣과 梵鐘) (Bell and Bell Tower of the Suwoongyo Religion, Daejeon)                                                    | 대전 유성구 추목동 산40-3                                    | .                | 2007년 7월 3일 지정   |      |
| 336호 |      | 삼척 구 하고사리역사 (三陟 舊 下古士里驛舍) (Former Hagosari Station Building, Samcheok)                                                                      | 강원 삼척시 도계읍 소달길 12-52 (고사리)                     | 한국철도시설공단 | 2007년 7월 3일 지정   |      |
| 337호 |      | 강경 화교학교 교사와 사택 (江景 華僑學校 校舍와 舍宅) (School Building and Residence of the Korean Chinese School, Ganggyeong)                                | 충남 논산시 강경읍 황산1길 6 (황산리)                        |                  | 2007년 7월 3일 지정   |      |
| 338호 |      | 서산 동문동성당 상홍리공소 (瑞山 東門洞聖堂 上紅里公所) (Sanghong-ri Secondary Station of Dongmun-dong Catholic Church, Seosan)                               | 충남 서산시 음암면 상홍2길 122 (상홍리)                      | .                | 2007년 7월 3일 지정   |      |
| 339호 |      | 부여 신동엽 가옥 터 (扶餘 申東曄 家屋 터) (Site of Sin Dong-yeop's House, Buyeo)                                                                              | 충남 부여군 부여읍 신동엽길 12 (동남리)                      | .                | 2007년 7월 3일 지정   |      |
| 340호 |      | 구 동본원사 목포별원 (舊 東本願寺 木浦別院) (Former Dongbonwonsa Temple, Mokpo Branch)                                                                        | 전남 목포시 영산로75번길 5 (무안동)                          | .                | 2007년 7월 3일 지정   |      |
| 341호 |      | 윤동주 유고 보존 정병욱 가옥 (尹東柱 遺稿 保存 鄭炳昱 家屋) (Jeong Byeong-uk's House in Which Yun Dong-ju's Manuscript Collection is Preserved)               | 전남 광양시 진월면 망덕길 249 (망덕리)                       |                  | 2007년 7월 3일 지정   |      |
| 342호 |      | 미몽(일명 : 죽음의 자장가) (迷夢) (Mimong (Delusion)) | 서울 마포구 상암동 DMC단지 1602                              |                  | 2007년 9월 17일 지정  |      |
| 343호 |      | 자유만세 (自由萬歲) (Jayu manse (Long Live Freedom!)) | 서울 마포구 상암동 DMC단지 1602                              |                  | 2007년 9월 17일 지정  |      |
| 344호 |      | 검사와 여선생 (檢事와 女先生) (Geomsawa yeoseonsaeng (A Prosecutor and a Teacher))                                                                            | 경기 파주시 문발로 301 (문발동, 한국영상자료원 파주보존센터) |                  | 2007년 9월 17일 지정  |      |
| 345호 |      | 마음의 고향 (마음의 故鄕) (Maeumui gohyang (Home of the Heart))                                                                                               | 서울 마포구 상암동 DMC단지 1602                              |                  | 2007년 9월 17일 지정  |      |
| 346호 |      | 피아골 (Piagol (Piagol Valley)) | 서울 마포구 상암동 DMC단지 1602                              |                  | 2007년 9월 17일 지정  |      |
| 347호 |      | 자유부인 (自由夫人) (Jayu buin (Madame Freedom)) | 서울 마포구 상암동 DMC단지 1602                              |                  | 2007년 9월 17일 지정  |      |
| 348호 |      | 시집가는 날(일명 : 맹진사댁 경사) (媤집가는 날(一名 : 孟進士宅慶事)) (Sijipganeun nal (Wedding Day, a.k.a. An Auspicious Occasion for Scholar Maeng's House)) | 서울 마포구 상암동 DMC단지 1602                              |                  | 2007년 9월 17일 지정  |      |
| 349호 |      | 부산 초량동 일본식 가옥 (釜山 草梁洞 日本式 家屋) (Japanese-style House in Choryang-dong, Busan)                                                              | 부산 동구 고관로13번나길 22 (초량동)                         | (재)일맥문화재단 | 2007년 9월 21일 지정  |      |
| 350호 |      | 구 청주공립보통학교 강당 (舊 淸州公立普通學校 講堂) (Former Auditorium of Cheongju Public School)                                                             | 충북 청주시 상당구 교서로 45 (영동)                          | 교육감           | 2007년 9월 21일 지정  |      |
| 351호 |      | 청주 대성여자중학교 강당 (淸州 大成女子中學校 講堂) (Auditorium of Daeseong Girls' Middle School, Cheongju)                                                   | 충북 청주시 상당구 수동 396-1                                | .                | 2007년 9월 21일 지정  |      |
| 352호 |      | 청주 구 충북산업장려관 (淸州 舊 忠北産業奬勵館) (Former Chungbuk Industrial Promotion Center, Cheongju)                                                       | 충북 청주시 문화동 89-4                                      | .                | 2007년 9월 21일 지정  |      |
| 353호 |      | 청주 충청북도지사 구 관사 (淸州 忠淸北道知事 舊 官舍) (Former Official Residence of the Governor of Chungcheongbuk-do Province, Cheongju)                     | 충북 청주시 상당구 대성로122번길 67 (수동)                   | .                | 2007년 9월 21일 지정  |      |
| 354호 |      | 괴산중학교 구 본관 (槐山中學校 舊 本館) (Former Main Building of Goesan Middle School)                                                                        | 충북 괴산군 괴산읍 괴산로 3527 (대사리)                      |                  | 2007년 9월 21일 지정  |      |
| 355호 |      | 청주 동부배수지 제수변실 (淸州 東部配水池 制水弁室) (Water Quality Control Facility at the East Reservoir, Cheongju)                                          | 충북 청주시 상당구 용담로 43 (대성동)                        |                  | 2007년 9월 21일 지정  |      |
| 356호 |      | 거제초등학교 본관 (巨濟初等學校 本館) (Main Building of Geoje Elementary School)                                                                              | 경남 거제시 거제면 동상리 415                                |                  | 2007년 9월 21일 지정  |      |
| 357호 |      | 서울 명륜동 장면 가옥 (서울 明倫洞 張勉 家屋) (Chang Myon's House in Myeongnyun-dong, Seoul)                                                                  | 서울 종로구 명륜동 36-1                                      | .                | 2007년 10월 1일 지정  |      |
| 358호 |      | 서울 구의정수장 제1·2공장 (서울 九宜淨水場 第一·二工場) (Factory No. 1 and 2 of Guui Filtration Plant, Seoul)                                                 | 서울 광진구 광나루로 531 (구의동)                            | .                | 2007년 10월 22일 지정 |      |
| 359호 |      | 부산 재한유엔기념공원 (釜山 在韓UN紀念公園) (United Nations Memorial Cemetery in Korea (UNMCK), Busan)                                                        | 부산 남구 유엔평화로 93 (대연동)                             |                  | 2007년 10월 24일 지정 |      |
| 360호 |      | 신안 증도 태평염전 (新安 曾島 太平鹽田) (Taepyeong Salt Farm on Jeungdo Island, Sinan)                                                                        | 전남 신안군 증도면 증동리 1931 외                            | 신안군           | 2007년 11월 22일 지정 |      |
| 361호 |      | 신안 증도 석조소금창고 (新安 曾島 石造 소금倉庫) (Stone Salt Storehouse on Jeungdo Island, Sinan)                                                             | 전남 신안군 증도면 지도증도로 1058(대초리 1648-21)           | 신안군           | 2007년 11월 22일 지정 |      |
| 362호 |      | 신안 비금도 대동염전 (新安 飛禽島 大同鹽田) (Daedong Salt Farm on Bigeumdo Island, Sin)                                                                       | 전남 신안군 비금면 가산리 213-35 외                          | 신안군           | 2007년 11월 22일 지정 |      |
| 363호 |      | 서울 구 양천수리조합 배수펌프장 (서울 舊 陽川水利組合 配水펌프場) (Drainage Pumping Station of Former Yangcheon Irrigation Association, Seoul)                | 서울 강서구 양천로 282 (마곡동)                              | .                | 2007년 11월 22일 지정 |      |
| 364호 |      | 부여 구 홍산저포조합 본점 (扶餘 舊 鴻山紵布組合 本店) (Former Head Office of Hongsan Ramie Weavers' Association, Buyeo)                                       | 충남 부여군 홍산면 동헌로 25 (남촌리)                        | .                | 2007년 11월 22일 지정 |      |
| 365호 |      | 의령 오운마을 옛 담장 (宜寧 五雲마을 옛 담牆) (Old Walls of Oun Village, Uiryeong)                                                                            | 경남 의령군 낙서면 낙서로3길 46-6, 외 (전화리)               | 의령군           | 2007년 11월 30일 지정 |      |
| 366호 |      | 정읍 상학마을 옛 담장 (井邑 上鶴마을 옛 담牆) (Old Walls of Sanghak Village, Jeongeup)                                                                        | 전북 정읍시 덕천면 상학2길 26, 외 (상학리)                   | 정읍시           | 2007년 11월 30일 지정 |      |
| 367호 |      | 여수 사도·추도마을 옛 담장 (麗水 沙島·秋島마을 옛 담牆) (Old Walls of Sado and Chudo Villages, Yeosu)                                                         | 전남 여수시 화정면 낭도리 180 외                             | 여수시           | 2007년 11월 30일 지정 |      |
| 368호 |      | 영암 죽정마을 옛 담장 (靈巖 竹亭마을 옛 담牆) (Old Walls of Jukjeong Village, Yeongam)                                                                        | 전남 영암군 군서면 도갑리 188-6 외                           | 영암군           | 2007년 11월 30일 지정 |      |

### 2008년 지정
| 번호    | 사진 | 명칭 | 소재지                                                                         | 관리자 (단체)          | 지정일                                                          | 참조 |
| 369호   |      | 서울대학교 구 공과대학 광산학과 교사 (서울大學校 舊 工科大學 鑛山學科 校舍) (School Building of Former Mining Engineering Department of Engineering College, Seoul National University) | 서울 노원구 공릉로 232 (공릉동)                                                | 서울과학기술대학교     | 2008년 2월 28일 지정                                            |      |
| 370호   |      | 광주 구 수피아여학교 윈스브로우 홀 (光州 舊 수피아女學校 윈스브로우 홀) (Winsborough Hall of Former Jennie Speer Memorial School for Girls, Gwangju)                                    | 광주 남구 양림동 256번지                                                       | .                      | 2008년 2월 28일 지정                                            |      |
| 371호   |      | 횡성성당 (橫城聖堂) (Hoengseong Catholic Church) | 강원 횡성군 횡성읍 읍상리 388번지                                              | .                      | 2008년 2월 28일 지정                                            |      |
| 372호   |      | 구 일본 제18은행 군산지점 (舊 日本 第十八銀行 群山支店) (Former Japan the 18th Bank, Gunsan Branch)                                                                                     | 전북 군산시 해망로 230 (장미동)                                                | 문화재청               | 2008년 2월 28일 지정                                            |      |
| 373호   |      | 포항 오덕리 근대 한옥 (浦項 吾德里 近代 韓屋) (Modern Korean-style House in Odeok-ri, Pohang)                                                                                           | 경북 포항시 북구 기북면 덕동문화길 48-7 (오덕리)                               | .                      | 2008년 2월 28일 지정                                            |      |
| 374호   |      | 구 조선은행 군산지점 (舊 朝鮮銀行 群山支店) (Former Joseon Bank, Gunsan Branch) | 전북 군산시 해망로 214, , 12번지 (장미동)                                      | 군산시                 | 2008년 7월 3일 지정                                             |      |
| 375호   |      | 서울 구 국군기무사령부 본관 (서울 舊 國軍機務司令部 本館) (Main Building of Former Defense Security Command, Seoul)                                                                     | 서울 종로구 삼청로 36 (소격동)                                                 | .                      | 2008년 7월 3일 지정                                             |      |
| 376호   |      | 부산 구 성지곡수원지 (釜山 舊 聖知谷水源池) (Former Seongjigok Valley Reservoir, Busan)                                                                                                 | 부산 부산진구 새싹로 295, 외 (초읍동)                                          | .                      | 2008년 7월 3일 지정                                             |      |
| 377호   |      | 대전 대흥동 일·양 절충식 가옥 (大田 大興洞 日·洋 折衷式 家屋) (Eclectic-style House in Daeheung-dong, Daejeon)                                                                          | 대전 중구 대흥동 429-4                                                         | 대전시 중구            | 2008년 7월 3일 지정                                             |      |
| 378호   |      | 군산 어청도 등대 (群山 於靑島 燈臺) (Lighthouse on Eocheongdo Island, Gunsan) | 전북 군산시 옥도면 어청도길 240 (어청도리)                                     |                        | 2008년 7월 14일 지정                                            |      |
| 379호   |      | 해남 구 목포구 등대 (海南 舊 木浦口 燈臺) (Former Lighthouse at the Entrance of Mokpo, Haenam)                                                                                          | 전남 해남군 화원면 매봉길 582, , 산6-1 (매월리)                                |                        | 2008년 7월 14일 지정                                            |      |
| 380호   |      | 신안 소흑산도 등대 (新安 小黑山島 燈臺) (Lighthouse on Soheuksando Island, Sinan) | 전남 신안군 흑산면 가거도리 산9-2, 산4                                         | .                      | 2008년 7월 14일 지정                                            |      |
| 381호   |      | 뉴욕 월도프 아스토리아 호텔 게양 태극기 (뉴욕 월도프 아스토리아 호텔 揭揚 太極旗) (Taegeukgi Hung at Waldorf Astoria Hotel, New York)                                                   | 서울 영등포구 의사당대로 1, 국회 헌정기념관 (여의도동,국회)                    | .                      | 2008년 8월 12일 지정                                            |      |
| 382호   |      | 데니(O.N.Denny) 태극기 (데니(O.N.Denny) 太極旗) | 서울 용산구 서빙고로 137, 국립중앙박물관 (용산동6가) (O. N. Denny's Taegeukgi) | .                      | 2008년 8월 12일 지정 2021년 10월 25일 지정 해제 (보물 제2140호) |      |
| 383호   |      | 미 해병대원 버스비어(A.W.Busbea) 기증 태극기 (美 海兵隊員 버스비어(A.W.Busbea) 寄贈 太極旗) (Taegeukgi Donated by A. W. Busbea, a U.S. Marine)                                          | 경기 하남시 역말로 71, 하남역사박물관 (덕풍동)                                 | .                      | 2008년 8월 12일 지정                                            |      |
| 384호   |      | 동덕여자의숙 태극기 (同德女子義塾 太極旗) (Taegeukgi of Dongduk Women's Academy) | 서울 성북구 화랑로13길 60, 박물관 (하월곡동,동덕여자대학교)                    | .                      | 2008년 8월 12일 지정                                            |      |
| 385호   |      | 태극기 목판 (太極旗 木版) (Taegeukgi Woodblock) | 충남 천안시 목천읍 남화리 230(독립기념관)                                      | .                      | 2008년 8월 12일 지정                                            |      |
| 386호   |      | 남상락 자수 태극기 (南相洛 刺繡 太極旗) (Taegeukgi Embroidered by Nam Sang-rak) | 충남 천안시 목천읍 남화리 230(독립기념관)                                      | .                      | 2008년 8월 12일 지정                                            |      |
| 387호   |      | ‘대한독립만세’ 태극기 ('大韓獨立萬歲' 太極旗) (Taegeukgi with Chinese Characters Meaning "Long Live Korean Independence!")                                                              | 충남 천안시 목천읍 남화리 230(독립기념관)                                      | .                      | 2008년 8월 12일 지정                                            |      |
| 388호   |      | 김구 서명문 태극기 (金九 書名文 太極旗) (Taegeukgi with Kim Gu's Writings and Signature)                                                                                                | 충남 천안시 목천읍 남화리 230(독립기념관)                                      | .                      | 2008년 8월 12일 지정 2021년 10월 25일 지정 해제 (보물 제2141호) |      |
| 389호   |      | 한국광복군 서명문 태극기 (韓國光復軍 書名文 太極旗) (Taegeukgi with Writings and Signatures of the Soldiers of the Korean Liberation Army)                                              | 충남 천안시 목천읍 남화리 230(독립기념관)                                      | .                      | 2008년 8월 12일 지정                                            |      |
| 390호   |      | 유관종 부대원 태극기 (劉官鍾 部隊員 太極旗) (Soldier Yu Gwan-jong's Taegeukgi) | 충남 천안시 목천읍 남화리 230(독립기념관)                                      | .                      | 2008년 8월 12일 지정                                            |      |
| 391호   |      | 경주 학도병 서명문 태극기 (慶州 學徒兵 書名文 太極旗) (Taegeukgi with Writings and Signatures of Gyeongju Student Soldiers)                                                             | 충남 천안시 목천읍 남화리 230(독립기념관)                                      | .                      | 2008년 8월 12일 지정                                            |      |
| 392호   |      | 건국법정대학 학도병 서명문 태극기 (建國法政大學 學徒兵 書名文 太極旗) (Taegeukgi with Writings and Signatures of Student Soldiers of Konkuk University)                                 | 충남 천안시 목천읍 남화리 230(독립기념관)                                      | .                      | 2008년 8월 12일 지정                                            |      |
| 393호   | <    | 이철희 사변폭발 태극기 (李鐵熙 事變爆發 太極旗) (Yi Cheol-hui's Taegeukgi with Chinese Characters Meaning "Outbreak of War")                                                            | 충남 천안시 목천읍 남화리 230(독립기념관)                                      | .                      | 2008년 8월 12일 지정                                            |      |
| 394호   |      | ‘불원복(不遠復)’ 태극기 (不遠復 太極旗) (Taegeukgi with Chinese Characters Meaning "Liberation is Not Far Off")                                                                         | 충남 천안시 목천읍 남화리 230                                                  | 독립기념관             | 2008년 8월 12일 지정                                            |      |
| 395-1호 |      | 대한민국 임시의정원 태극기 (大韓民國 臨時議政院 太極旗) (Taegeukgi of the Provisional Korean National Council)                                                                          | 서울 종로구 세종대로 198                                                       | 대한민국역사박물관     | 2008년 8월 12일 지정                                            |      |
| 395-2호 |      | 대한민국 임시의정원 태극기 (大韓民國臨時議政院 太極旗) (Taegeukgi of the Provisional Korean National Council)                                                                           | 서울 종로구 세종대로 198                                                       | 대한민국역사박물관     | 2013년 8월 27일 지정                                            |      |
| 396호   |      | 이승만대통령 의전용 세단 (李承晩大統領 儀典用 세단) (President Syngman Rhee's Sedan for Ceremonial Occasions)                                                                           | 서울 용산구 이태원로 29, 전쟁기념관 (용산동1가)                                |                        | 2008년 8월 12일 지정                                            |      |
| 397호   |      | 박정희대통령 업무용 세단 (朴正熙大統領 業務用 세단) (President Park Chung-hee's Sedan for Official Duties)                                                                              | 서울 용산구 이태원로 29, 전쟁기념관 (용산동1가)                                |                        | 2008년 8월 12일 지정                                            |      |
| 398호   |      | 박정희대통령 의전용 세단 (朴正熙大統領 儀典用 세단) (President Park Chung-hee's Sedan for Ceremonial Occasions)                                                                         | 서울 노원구 공릉동 산 230-30(육군박물관)                                       |                        | 2008년 8월 12일 지정                                            |      |
| 399호   |      | 상주의용소방대 소방차 (尙州義勇消防隊 消防車) (Fire Engine of Sangju Volunteer Fire Brigade)                                                                                            | 경기 여주시 대신면 대신로 244                                                  | 백중길                 | 2008년 8월 12일 지정                                            |      |
| 400호   |      | 기아 경3륜 트럭 (起亞 輕三輪 트럭) (Small Three-wheel Truck Made by Kia) | 서울 종로구 창경궁로 215-0 (와룡동, 서울과학관)                                | 문화체육관광부         | 2008년 8월 12일 지정                                            |      |
| 401호   |      | 신진 퍼블리카 (新進 퍼블리카) (Shinjin Publica) | 경기 여주시 대신면 대신로 244                                                  | .                      | 2008년 8월 12일 지정                                            |      |
| 402호   |      | 서울 구 신아일보 별관 (서울 舊 新亞日報社 別館) (Annex Building of Former Sinailbo (New Asia Daily) in Seoul)                                                                           | 서울 중구 정동길 33 (정동)                                                     | .                      | 2008년 8월 27일 지정                                            |      |
| 403호   |      | 김제 부거리 옹기가마 (金堤 富巨里 甕器가마) (Earthenware Kiln of Bugeo-ri, Gimje) | 전북 김제시 백산면 옹기가마길 13, 외 1필지 (부거리)                            |                        | 2008년 8월 27일 지정                                            |      |
| 404호   |      | 용인 장욱진 가옥 (龍仁 張旭鎭 家屋) (Jang Uk-jin's House, Yongin) | 경기 용인시 마북동 243-5, 244-2, 238                                           | (재)장욱진미술문화재단 | 2008년 9월 17일 지정                                            |      |
| 405호   |      | 김천 부항지서 망루 (金泉 釜項支署 望樓) (Watchtower at Buhang Police Substation, Gimcheon)                                                                                              | 경북 김천시 부항면 사등3길 12 (사등리)                                         |                        | 2008년 10월 1일 지정                                            |      |
| 406호   |      | 칠곡 왜관철교 (漆谷 倭館鐵橋) (Waegwan Railroad Bridge, Chilgok) | 경북 칠곡군 왜관읍 석적로 39, 외 (석전리)                                      | 칠곡군                 | 2008년 10월 1일 지정                                            |      |
| 407호   |      | 파주 영국군 설마리전투비 (坡州 英國軍 雪馬里戰鬪碑) (Monument for British Army's Seolmari Battle, Paju)                                                                                 | 경기 파주시 적성면 마지리 산2-2                                                | .                      | 2008년 10월 1일 지정                                            |      |
| 408호   |      | 연천 유엔군 화장장 시설 (漣川 유엔軍 火葬場 施設) (United Nations (UN) Forces Cremation Facility, Yeoncheon 경기)                                                                       | 경기 연천군 미산면 동이리 610, 산77-2                                          | 연천군                 | 2008년 10월 1일 지정                                            |      |
| 409호   |      | 제주 구 육군제1훈련소 지휘소 (濟州 舊 陸軍第一訓練所 指揮所) (Former Command Center of the 1st Army Training Camp, Jeju)                                                                | 제주 서귀포시 대정읍 상모리 3370 외                                            | 해군제주방어사령부     | 2008년 10월 1일 지정                                            |      |
| 410호   |      | 제주 구 해병훈련시설 (濟州 舊 海兵訓練施設) (Former Marine Corps Training Camp, Jeju)                                                                                                   | 제주 서귀포시 대정읍 상모리 3306 외                                            | 해군제주방어사령부     | 2008년 10월 1일 지정                                            |      |
| 411호   |      | 국산 1호 항공기 부활 (國産 一號 航空機 ‘復活’) (Revival, Domestically Manufactured Aircraft No. 1)                                                                                      | 충북 청원군 남일면 쌍수리 136                                                  |                        | 2008년 10월 1일 지정                                            |      |
| 412호   |      | 서울 신당동 박정희 가옥 (서울 新堂洞 朴正熙 家屋) (Park Chung-hee's House in Sindang-dong, Seoul)                                                                                       | 서울 중구 다산로36가길 25 (신당동)                                             | .                      | 2008년 10월 10일 지정                                           |      |
| 413호   |      | 서울 서교동 최규하 가옥 (서울 西橋洞 崔圭夏 家屋) (Choi Kyu-hah's House in Seogyo-dong, Seoul)                                                                                          | 서울 마포구 서교동 467-5                                                       | 서울특별시             | 2008년 10월 10일 지정                                           |      |
| 414호   |      | 미카형 증기기관차 304호(미카3-304호) (미카型 蒸氣機關車 304號) (Mika-style Steam Locomotive No. 304)                                                                                    | 제주 제주시 연동 270-5(삼무공원)                                               |                        | 2008년 10월 17일 지정                                           |      |
| 415호   |      | 미카형 증기기관차 129호(미카3-129호) (미카型 蒸氣機關車 129號) (Mika-style Steam Locomotive No. 129)                                                                                    | 대전 유성구 현충원로 251 국립대전현충원                                        | 한국철도공사           | 2008년 10월 17일 지정 2025년 6월 12일 해제                      |      |
| 416호   |      | 디젤전기기관차 2001호 (디젤電氣機關車 2001號) (Diesel-electric Locomotive No. 2001) | 부산 부산진구 범천동 1210(부산철도차량관리단)                                  |                        | 2008년 10월 17일 지정                                           |      |
| 417호   |      | 파시형 증기기관차 23호 (파시型 蒸氣機關車 23號) (Paci-style Locomotive No. 23) | 경기 의왕시 월암동 374-1(철도박물관)                                           |                        | 2008년 10월 17일 지정                                           |      |
| 418호   |      | 협궤 증기기관차 13호 (狹軌 蒸氣機關車 13號) (Narrow Gauge Steam Locomotive No. 13) | 경기 의왕시 월암동 374-1(철도박물관)                                           |                        | 2008년 10월 17일 지정                                           |      |
| 419호   |      | 대통령 전용 객차 (大統領 專用 客車) (Presidential Coach) | 경기 의왕시 월암동 374-1(철도박물관)                                           |                        | 2008년 10월 17일 지정                                           |      |
| 420호   |      | 주한 유엔군사령관 전용 객차 (駐韓 유엔軍司令官 專用 客車) (Coach of the UN Forces Commander)                                                                                            | 경기 의왕시 월암동 374-1(철도박물관)                                           |                        | 2008년 10월 17일 지정                                           |      |
| 421호   |      | 협궤무개화차 (狹軌無蓋貨車) (Narrow Gauge Open Freight Car) | 경기 의왕시 월암동 374-1(철도박물관)                                           |                        | 2008년 10월 17일 지정                                           |      |
| 422호   |      | 협궤유개화차 (狹軌有蓋貨車) (Narrow Gauge Covered Freight Car) | 경기 의왕시 월암동 374-1(철도박물관)                                           |                        | 2008년 10월 17일 지정                                           |      |
| 423호   |      | 대한제국기 철도 통표 (大韓帝國期 鐵道 通票) (Train Ticket in the Korean Empire Period)                                                                                                  | 경기 의왕시 월암동 374-1(철도박물관)                                           |                        | 2008년 10월 17일 지정                                           |      |
| 424호   |      | 대한제국기 경인철도 레일 (大韓帝國期 京仁鐵道 레일) (Rail of Gyeongin Railroad in the Korean Empire Period)                                                                             | 경기 의왕시 월암동 374-1(철도박물관)                                           |                        | 2008년 10월 17일 지정                                           |      |
| 425호   |      | 쌍신폐색기 (雙身閉塞器) | 경기 의왕시 월암동 374-1(철도박물관) (Composite Blocker)                       |                        | 2008년 10월 17일 지정                                           |      |
| 426호   |      | 전차 363호 (電車 363號) (Composite Blocker) | 서울 종로구 창경궁로 113, 국립서울과학관 (인의동)                              |                        | 2008년 10월 17일 지정                                           |      |
| 427호   |      | 인천 제물포고등학교 강당 (仁川 濟物浦高等學校 講堂) (Auditorium of Jemulpo High School, Incheon)                                                                                        | 인천 중구 자유공원로 58-9 (전동)                                               | .                      | 2008년 10월 27일 지정                                           |      |
| 428호   |      | 서울 구 용산철도병원 본관 (서울 舊 龍山鐵道病院 本館) (Main Building of Former Yongsan Railroad Hospital, Seoul)                                                                        | 서울 용산구 한강대로14길 35-29 (한강로3가)                                     | .                      | 2008년 10월 27일 지정                                           |      |

### 2009년 지정
| 번호    | 사진 | 명칭 | 소재지                                                                 | 관리자 (단체)  | 지정일                | 참조 |
| 429호   |      | 벽걸이형 자석식 전화기 (壁挂形 磁石式 電話機) (Wall-mounted Magneto Telephone)                                                                      | 서울 성북구 하월곡동 67-48 (KT 월곡지사)                               | .              | 2009년 4월 22일 지정  |      |
| 430호   |      | 벽걸이형 공전식 전화기 (壁挂而形 共電式 電話機) (Wall-mounted Common-battery Telephone)                                                             | 서울 성북구 하월곡동 67-48 (KT 월곡지사)                               | .              | 2009년 4월 22일 지정  |      |
| 431호   |      | 벽걸이형 자동식 전화기 (壁挂形 自動式 電話機) (Wall-mounted Automatic Telephone)                                                                    | 서울 성북구 하월곡동 67-48 (KT 월곡지사)                               | .              | 2009년 4월 22일 지정  |      |
| 432호   |      | 이중 전보송신기 (二重 電報 送信機) (Telegraph Transmitter with Double Key)                                                                          | 서울 성북구 하월곡동 67-48 (KT월곡지사)                                |                | 2009년 4월 22일 지정  |      |
| 433호   |      | 음향인자전신기 (音響印字電信機) (Telegraph Sounder)                                                                                                 | 서울 성북구 하월곡동 67-48 (KT 월곡지사)                               |                | 2009년 4월 22일 지정  |      |
| 434호   |      | 인쇄전신기 (印刷電信機) (Teleprinter) | 대전 중구 대둔산로 390, 충남전기통신박물관 (산성동)                    |                | 2009년 4월 22일 지정  |      |
| 435호   |      | 무장하 케이블 접속장치 (無裝荷케이블接續裝置) (Non-loaded Cable Connector)                                                                          | 서울 성북구 하월곡동 67-48 (KT 월곡지사)                               |                | 2009년 4월 22일 지정  |      |
| 436호   |      | 금산위성통신 제1지구국 안테나설비 (錦山衛星通信 第一地區局 안테나設備) (Antenna Equipment at Geumsan Satellite Communications Ground Station No. 1) | 충남 금산군 금성면 가래울길 117, KT 위성운용센터 국제위성센터 (양전리) |                | 2009년 4월 22일 지정  |      |
| 437호   |      | 광복전후기 우체통 (光復戰後期 郵遞筒) (Mailboxes Used Around the 1945 Liberation of Korea)                                                          | 충남 천안시 동양지말길 188 (우정박물관)                                |                | 2009년 4월 22일 지정  |      |
| 438호   |      | 소록우체국 우체통 (小鹿島郵遞局 郵遞筒) (Mailbox at Sorok Post Office)                                                                              | 충남 천안시 동양지말길 18 (우정박물관)                                 |                | 2009년 4월 22일 지정  |      |
| 439호   |      | 백범 김구 혈의 일괄 (白凡 金九 血衣 一括) (Blooded Clothes Worn by Kim Gu)                                                                          | 서울 용산구 효창동 255 (백범김구기념관)                                |                | 2009년 6월 26일 지정  |      |
| 440-1호 |      | 백범 김구 인장 金九之印 (白凡 金九 印章 金九之印) (Kim Gu's Seal)                                                                                   | 충남 천안시 동목천읍 남화리 230 (독립기념관)                           |                | 2009년 6월 26일 지정  |      |
| 440-2호 |      | 백범 김구 인장 金九 (白凡 金九 印章 金九) (Kim Gu's Seal)                                                                                           | 서울 용산구 효창동 255 (백범김구기념관)                                |                | 2009년 6월 26일 지정  |      |
| 440-3호 |      | 백범 김구 인장 寬和, 金九之印, 白凡 (白凡 金九 印章 寬和, 金九之印, 白凡) (Kim Gu's Seal)                                                           | 서울 용산구 효창동 255 (백범김구기념관)                                |                | 2009년 6월 26일 지정  |      |
| 441호   |      | 백범 김구 회중시계 (白凡 金九 懷中時計) (Kim Gu's Pocket Watch)                                                                                     | 서울 용산구 효창동 255 (백범김구기념관)                                | .              | 2009년 6월 26일 지정  |      |
| 442-1호 |      | 백범 김구 유묵 韓美親善平等互助 (白凡 金九 遺墨 韓美親善平等互助) (Calligraphy by Kim Gu)                                                           | 서울 용산구 효창동 255                                                 |                | 2009년 6월 26일 지정  |      |
| 442-2호 |      | 백범 김구 유묵 愼其獨 (白凡 金九 遺墨 愼其獨) (Calligraphy by Kim Gu)                                                                               | 서울 용산구 효창동 255 (백범김구기념관)                                |                | 2009년 6월 26일 지정  |      |
| 442-3호 |      | 백범 김구 유묵 思無邪 (白凡 金九 遺墨 思無邪) (Calligraphy by Kim Gu)                                                                               | 서울 용산구 효창동 255 (백범김구기념관)                                |                | 2009년 6월 26일 지정  |      |
| 443호   |      | 구 공주읍사무소 (舊 公州邑事務所) (Former Gongju-eup Office)                                                                                        | 충남 공주시 우체국길 8 (반죽동)                                        | 공주시장       | 2009년 10월 12일 지정 |      |
| 444호   |      | 구 광양군청 (舊 光陽郡廳) (Former Gwangyang-gun Office)                                                                                             | 전남 광양시 광양읍 매천로 829 (읍내리)                                 | 광양시장       | 2009년 10월 12일 지정 |      |
| 445호   |      | 알렌의 진단서 (알렌의 診斷書) (Diagnosis Written by Allen)                                                                                          | 서울 서대문구 연세로 50, 동은의학박물관 (신촌동)                       | .              | 2009년 10월 12일 지정 |      |
| 446호   |      | 알렌의 검안경 (알렌의 檢眼鏡) (Allen's Ophthalmoscope)                                                                                              | 서울 서대문구 연세로 50, 동은의학박물관 (신촌동)                       | 국립중앙박물관 | 2009년 10월 12일 지정 |      |
| 447호   |      | 제중원 1차년도 보고서 (濟衆院 一次年度 報告書) (First Annual Report of Jejungwon Infirmary)                                                         | 서울 서대문구 연세로 50, 학술정보원 (신촌동,연세대학교)                | .              | 2009년 10월 12일 지정 |      |
| 448호   |      | 에비슨의 수술장면 유리건판 필름 (Dry Glass Plate Negative of the Scene of O. R. Avison's Operation)                                                 | 서울 용산구 서울특별시 용산구 서빙고로 137, 국립중앙박물관 (용산동6가) | 국립중앙박물관 | 2009년 10월 12일 지정 |      |
| 449호   |      | 대한의원 개원 칙서 (大韓醫院 開院 勅書) (Imperial Edict on the Opening of Daehan Hospital)                                                          | 서울 종로구 연건동 28 (서울대병원 의학박물관)                          | .              | 2009년 10월 12일 지정 |      |
| 450호   |      | 분쉬의 외과도구 (분쉬의 外科道具) (Richard Wunsch's Surgical Instruments)                                                                           | 서울 서대문구 연세로 50, 동은의학박물관 (신촌동)                       | .              | 2009년 10월 12일 지정 |      |
| 451호   |      | 건칠반 (乾漆盤) (Dry-lacquered Tray) | 서울 용산구 서빙고로 137, 국립중앙박물관 (용산동6가)                   | .              | 2009년 10월 12일 지정 |      |
| 452호   |      | 은제이화문탕기 (銀製李花文湯器) (Silver Lidded Bowl with Pear Flower Design)                                                                        | 서울 종로구 사직로 34 국립고궁박물관                                   | .              | 2009년 10월 12일 지정 |      |
| 453호   |      | 은제이화문화병 (銀製李花文花甁) (Silver Vase with Pear Flower Design)                                                                               | 서울 종로구 사직로 34 국립고궁박물관                                   | .              | 2009년 10월 12일 지정 |      |
| 454호   |      | 유제화형촛대 (鍮製花形燭臺) (Brass Floral Candlestick)                                                                                              | 서울 서대문구 이화여대길 52, 이화여대박물관 (대현동)                   | .              | 2009년 10월 12일 지정 |      |